# 维奥莱
维奥莱（法語：Violay，法語發音：[vjɔlɛ]）是法国卢瓦尔省的一个市镇，属于罗阿讷区。

## 地理
维奥莱（45°51'11"N, 4°21'29"E）面积27.07 平方千米，位于法国奥弗涅-罗讷-阿尔卑斯大区卢瓦尔省，该省份为法国中南部省份，北起顺时针与索恩-卢瓦尔省、罗讷省、伊泽尔省、阿尔代什省、上盧瓦爾省、多姆山省和阿列省接壤。
与维奥莱接壤的市镇（或旧市镇、城区）包括：茹村、蒙沙勒、帕尼西耶尔、圣阿加特昂东济、冈河畔圣科隆布、圣西尔德瓦洛日、圣马塞尔莱克莱雷、维勒舍内沃、阿富。

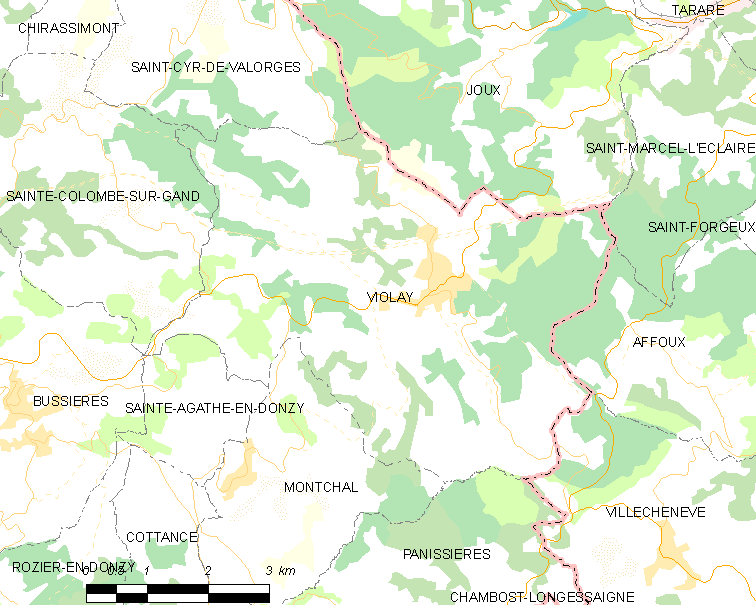
维奥莱的OSM定位图

维奥莱的时区为UTC+01:00、UTC+02:00（夏令时）。

## 行政
维奥莱的邮政编码为42780，INSEE市镇编码为42334。

## 政治
维奥莱所属的省级选区为勒科托县。

## 人口

1962-2008年间维奥莱人口变化图示

维奥莱于2022年1月1日时的人口数量为1210人。